# Lichtenfelser Forst

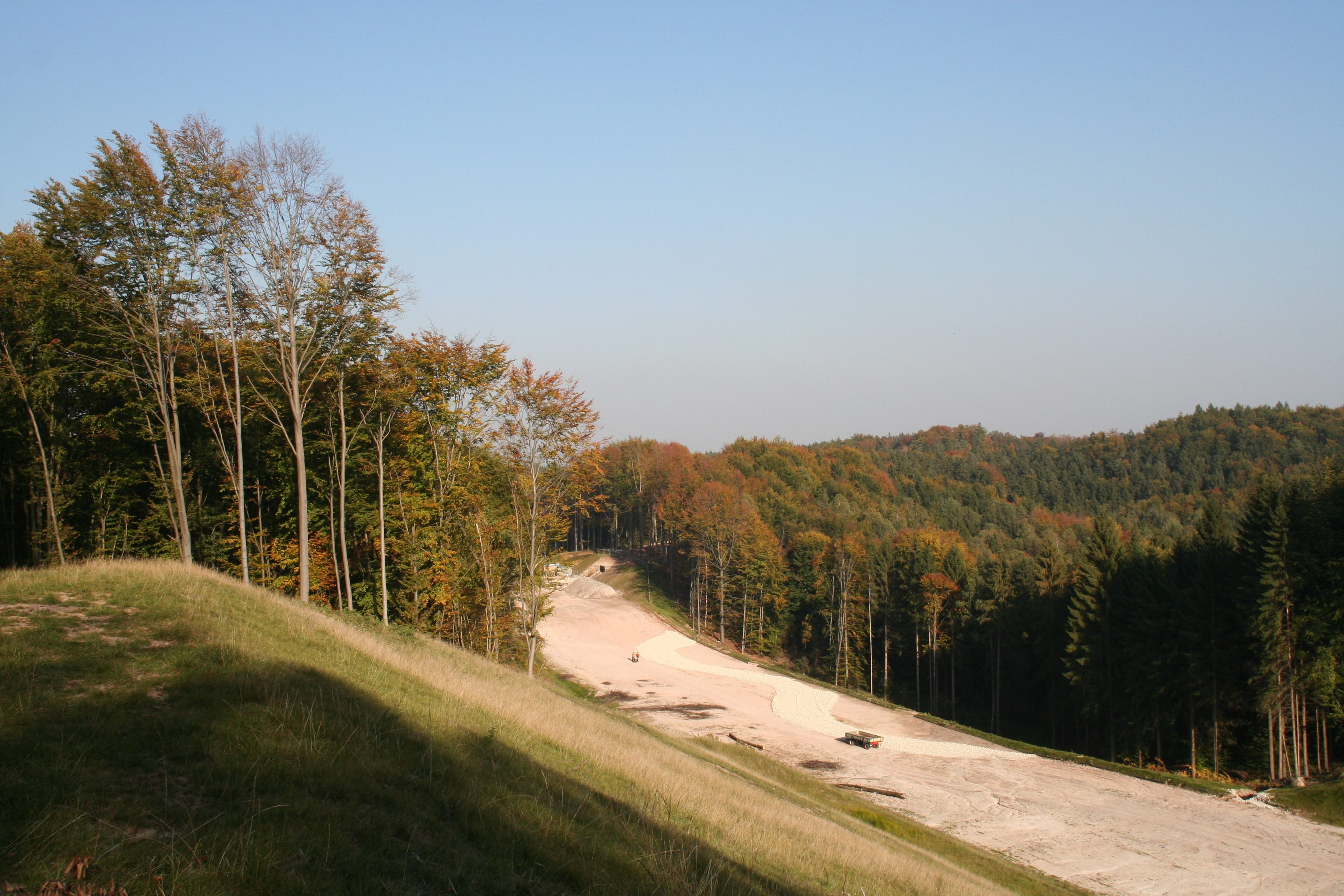
Trasse der A73 im Lichtenfelser Forst (2005)

Der Lichtenfelser Forst ist ein Waldgebiet nordwestlich der Stadt Lichtenfels in Oberfranken. 
Die Vegetation besteht zu großen Teilen aus Nadelwald-Monokultur, in begrenzten Bereichen aus Mischwald mit Buchen- und Eichen-Kulturen.
Während des Hochmittelalters gehörte der ausgedehnte Forst zum Besitz des Klosters Banz. Das nördliche Randgebiet wurde im 13. Jahrhundert durch die Herren von Sonneberg besiedelt. Die Orte Grub am Forst, Roth am Forst (Name hinweisend auf eine siedlungsbedingte Rodung des Waldes), Weißenbrunn am Forst, Birkach am Forst und Buch am Forst verdanken den Ortszusatz am Forst der Randlage am Lichtenfelser Forst.
Gegen den Neubau der Bundesautobahn 73, die den Wald nordöstlich von Buch am Forst durchquert, gab es zum Teil große Proteste von Naturschutzverbänden, ebenso gegen die Neubaustrecke Ebensfeld-Erfurt der Deutschen Bahn, die zwischen Niederfüllbach und Weißenbrunn am Forst durch den Lichtenfelser Forst verläuft.